# Glenea labuanensis
Glenea labuanensis är en skalbaggsart som beskrevs av Stefan von Breuning 1956. Glenea labuanensis ingår i släktet Glenea och familjen långhorningar. Inga underarter finns listade i Catalogue of Life.